# Mont Nimba
Der Mont Nimba (früher auch Mont Richard-Molard oder Mont Nouon) ist mit einer Höhe von 1752 m der höchste Berg der Elfenbeinküste und von Guinea. Er befindet sich auf der Grenze dieser beiden Staaten und ist nur zehn Kilometer von der Grenze zu Liberia entfernt. Er ist ebenfalls die höchste Erhebung der Nimbaberge.
Die dem Berg am nächsten liegenden Städte sind Lola (24 km Entfernung), Nzérékoré (48 km) in Guinea und Yekepa (14 km) in Liberia.
Der Berg war früher auch  nach dem Geographen Jacques Richard-Molard benannt, der auf ihm 1951 infolge eines Sturzes starb.

## Weltnaturerbe
Im Jahr 1944 wurde rund um den Berg der Naturpark réserve naturelle intégrale du Mont Nimba mit einer Fläche von derzeit ca. 180 km² gegründet. Er befindet sich seit 1981 wegen seiner Artenvielfalt auf der Liste des UNESCO-Weltnaturerbe. Ca. 130 km² des Naturparks befinden sich auf dem Staatsgebiet von Guinea, ca. 50 km² auf dem Gebiet der Elfenbeinküste. In großen Teilen des Naturparks ist jeglicher Fremdenverkehr verboten.

## Gefährdungen
In Liberia wurde bis zum Jahr 1989 aus dem Berg Eisenerz abgebaut, bis die Vorräte erschöpft waren.
Seit 1992 steht der Mont Nimba auf der Roten Liste des gefährdeten Welterbes. Grund dafür war, dass Guinea einseitig  die Grenzen des Naturparks verkleinerte und einer Minengesellschaft eine Abbaukonzession für Eisenerz einräumte. Angeblich wären die Grenzen „versehentlich“ falsch festgelegt worden. 1993 wurde eine vorläufige Einigung über die Errichtung einer Enklave innerhalb der Grenzen des Parks erzielt.
Politische Unruhen in der Region, insbesondere der Umstand, dass die Regierung der Elfenbeinküste schon seit Jahren keinerlei Kontrolle mehr über ihren Teil des Parkgeländes hat, haben seitdem dazu geführt, dass die Einrichtungen des Reservats weitgehend zerstört sind. Auch in Guinea hält der Zuzug von Flüchtlingen in das Gebiet des Parks anscheinend an, die Zerstörung von Waldflächen durch Hirten konnte nicht gestoppt werden.
Etwa 2003 hat die Exploration der Eisenerzmine begonnen; illegale Jagd durch Minenarbeiter belastet nun das Reservat zusätzlich. Die Welterbekommission zeigt sich skeptisch, ob die Einbindung des internationalen Minenkonsortiums in ein Schutzkonzept gelingt. Von diesem wird versichert, dass die für den Abtransport des Erzes geplante Trans-Guinea-Bahn vor den Grenzen des Naturparks enden soll.